# Marina Gorzów
Marina Gorzów – kompleks hotelowo-rekreacyjny z przystanią jachtową nad rzeką Wartą w Gorzowie Wielkopolskim na trasie międzynarodowej drogi wodnej E-70. Dysponuje basenem jachtowym o powierzchni 0,70 ha pozwalając na przebywanie w nim jednorazowo 15 jachtów motorowych.

## Historia
Do połowy lat 90. był to teren wojskowy. Ćwiczyli tu saperzy, którzy budowali m.in. mosty pontonowe. Potem jednostkę rozwiązano, a teren przejęła Agencja Mienia Wojskowego. Sanitar kupił 9 ha ziemi dziewięć lat temu, a w 2003 r. Urząd miejski przystąpił do zmiany planu zagospodarowania dla tego terenu. Na wniosek nowych właścicieli poza zapisami o usługach komercyjnych w planie znalazł się również zapis o przeznaczeniu terenu na cele rekreacyjne i sportowe.
Budowa trwała trzy lata i kosztowała prawie 9,8 mln zł. Firma Sanitar dostała na tę inwestycję z Europejskiego Funduszu Rozwoju Regionalnego 45%, czyli prawie 3,6 mln zł. Marina została otwarta 2 grudnia 2013 r.

## Opis
Marina Gorzów dysponuje basenem jachtowym 0,70 ha pozwalając na przebywanie w nim jednorazowo 15 jachtów motorowych o długości do 20 metrów lub 60 mniejszych łodzi. Tutaj wodniacy mogą podłączyć się do wody i energii, zrzucić nieczystości, zatankować. Jest też hala do drobnych napraw i konserwacji. Jest też zaplecze socjalne: toalety, natryski, pralnia z suszarnią itp. Łącznie na terenie mariny jest 13 obiektów, to głównie kilkuosobowe domki: osiem z nich jest przystosowanych do korzystania w sezonie, pozostałe są całoroczne. Na terenie mariny jest też restauracja na 50 osób, dwa korty tenisowe, wielofunkcyjne boisko, plac zabaw dla dzieci i teren rekreacyjny z miejscem do grillowania. W sezonie uruchamiana jest wypożyczalnia sprzętu rekreacyjnego.

## Położenie
Marina leży na głównej drodze wodnej prowadzącej z Berlina przez Gorzów Wlkp. do Poznania.

## Galeria

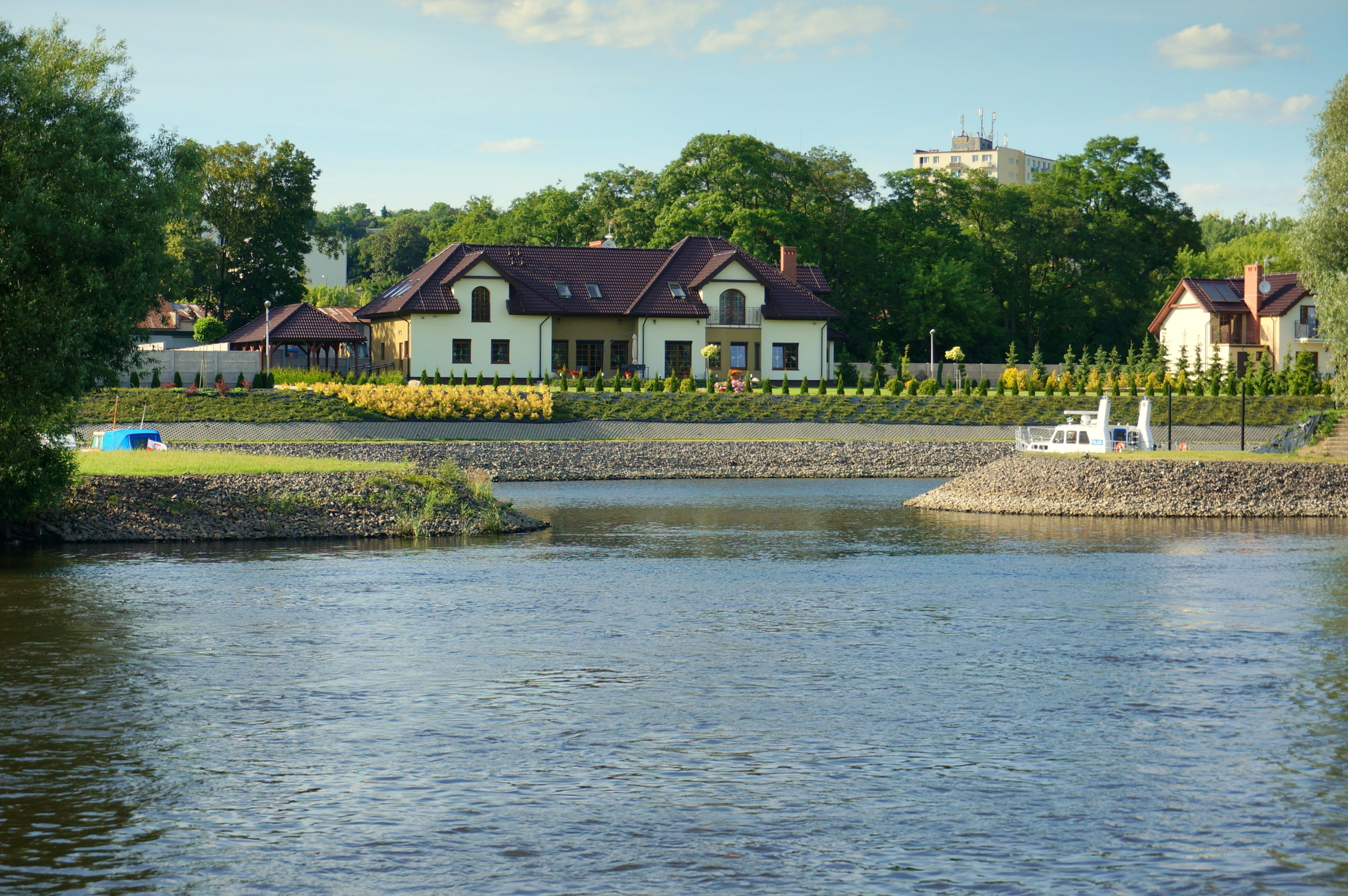
Wejście do basenu jachtowego
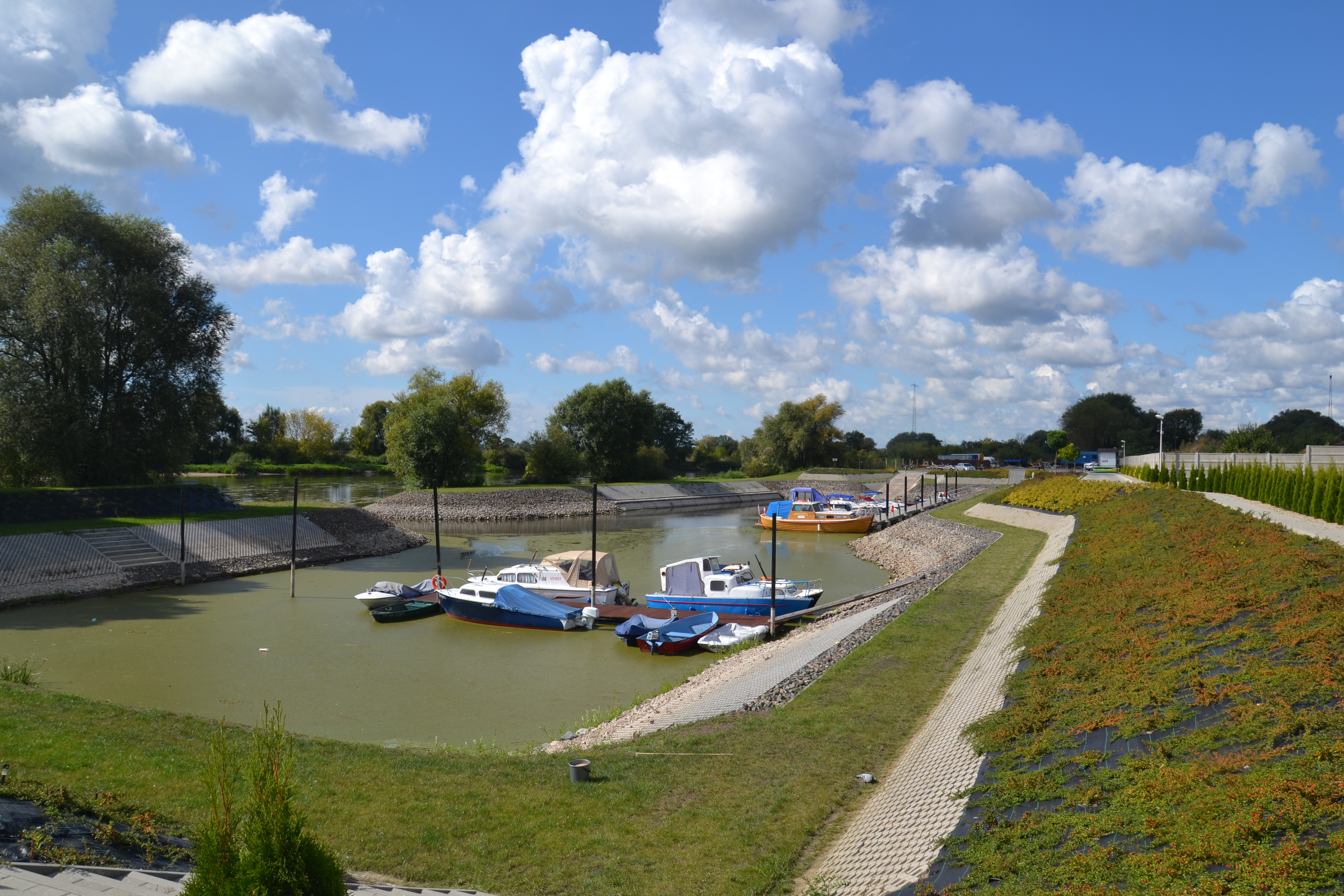
Przystań jachtowa
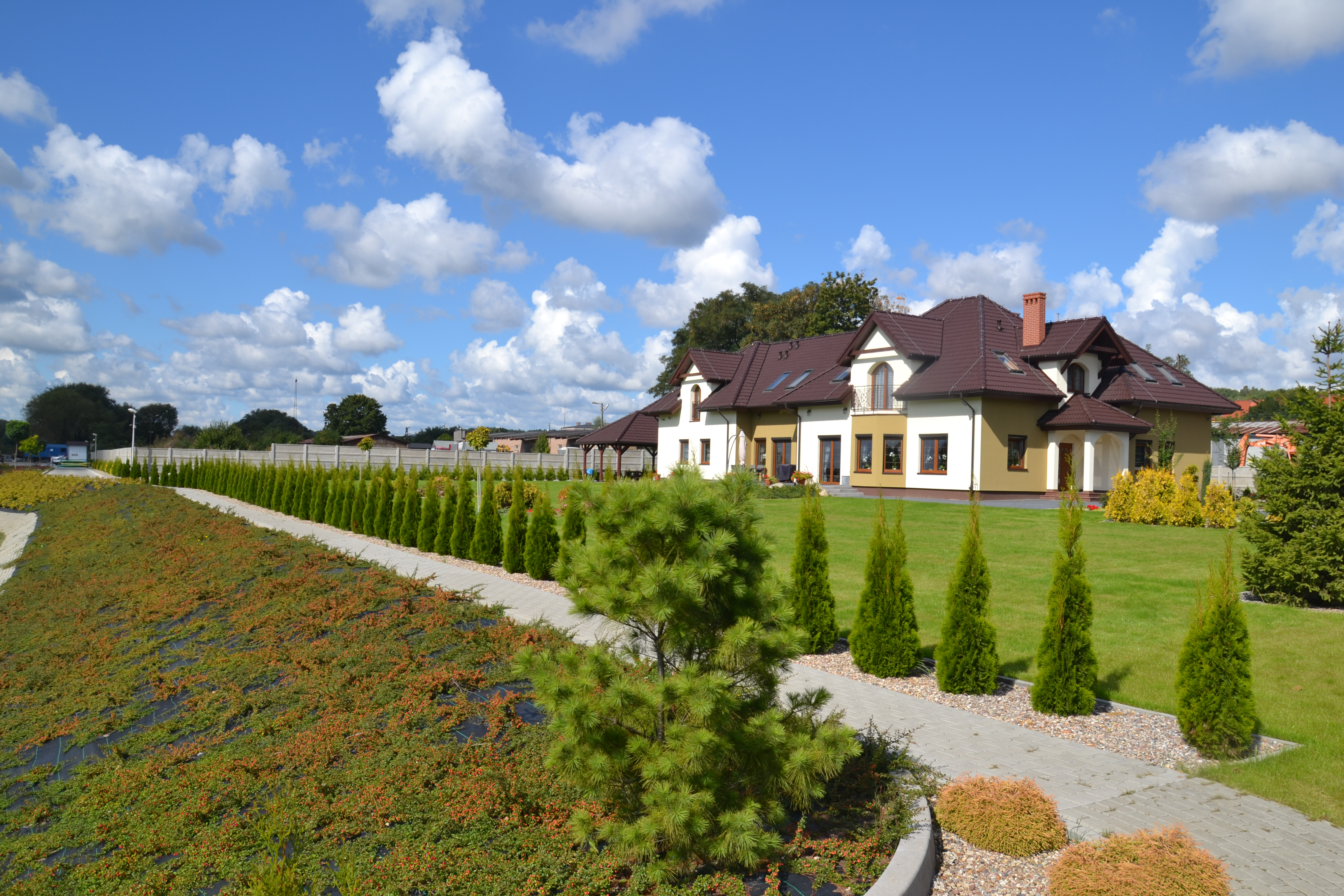
Jeden z 13 obiektów
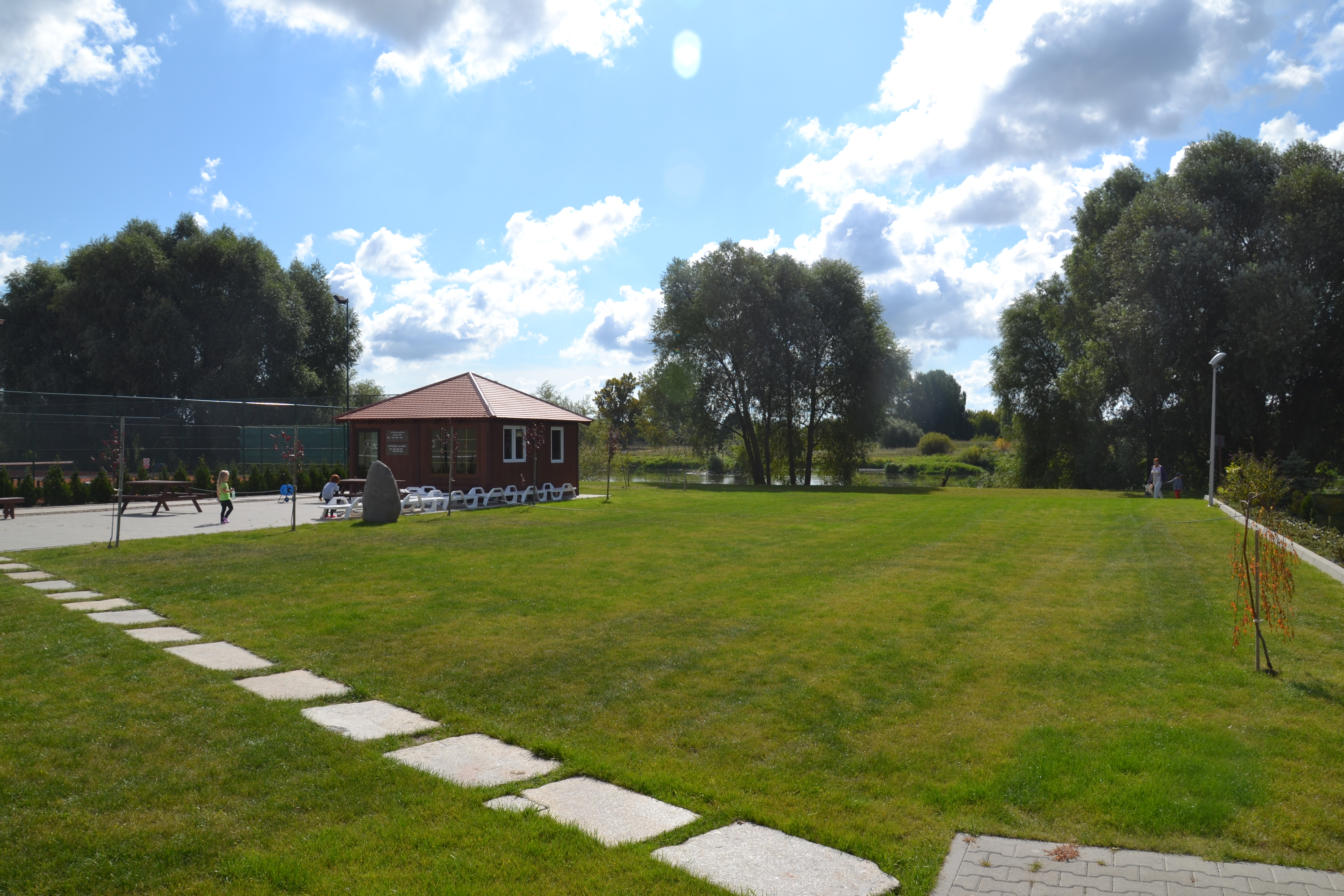
Teren rekreacyjny